# Heinkel Lerche II
 Heinkel  Lerche   ('alosa' en alemany) va ser el nom d'un conjunt d'estudis de viabilitat realitzats a Alemanya per la companyia de disseny d'aeronaus Heinkel Flugzeugwerke en els anys 1944 i 1945 per al desenvolupament d'un revolucionari avió d'atac a terra i caça amb capacitat d'enlairament i aterratge vertical (VTOL per les sigles en anglès). Mai va ser construït.

## Disseny i desenvolupament
Aquest caça/interceptor es va basar en un disseny anterior, el Heinkel Wespe. Reiniger, enginyer de l'empresa Heinkel a Viena, va començar el treball de disseny el 25 de febrer de 1945 finalitzant el 8 de març de 1945.
El  Lerche era un primer disseny de coleòpter que estava pensat per enlairar-se i aterrar sobre la seva cua però durant el vol ho faria horitzontalment com un avió convencional. El pilot, situat al morro de l'aeronau, anava dret en el moment d'enlairament i tombat durant el vol i el més extraordinari és que aniria propulsat per dos hèlices contrarrotativas encapsulades en un ala circular en forma de dònut. L'armament consistia en dos canons MK 108 de 30 mm.
Aquest disseny notablement futurista va començar a ser desenvolupat el 1944 i va ser conclòs al març de 1945. Els principis aerodinàmics de l'ala anul·lar eren prou fiables, però la proposta es va enfrontar amb tot un seguit de problemes de control i fabricació sense resoldre que farien el projecte molt poc viable fins i tot si no hagués hagut l'escassetat de materials que hi havia a l'Alemanya Nazi a finals de la Segona Guerra Mundial.
Un projecte germà va ser el Heinkel Wespe, una versió lleugerament més petita que en comptes de dos rotors, comptava amb una turbohèlice.

## Especificacions (Lerche II)
Característiques generals
- Tripulació: 1 pilot
- Longitud: 10 m
- Envergadura: 4,55 m
- Alçada:
- Superfície de l'ala 12 m²
- Pes carregat: 5.600 kg
- Motors: 2×  Daimler-Benz DB 603 o Daimler-Benz DB 605 V12 , 2.400 c.v.   cada un
- Hèlixs: 2 x hèlice contrarrotatives propeller

 Rendiment 
- Velocitat màxima absoluta : 800 km/h